# Laurie Mains
Laurence William Mains, plus connu comme Laurie Mains, né le 16 février 1946 à Dunedin (Nouvelle-Zélande), est un ancien joueur de rugby à XV néo-zélandais qui a joué pour les All-Blacks de 1971 à 1976. C’est un arrière de 1,80 m et 78 kg.
Il a connu les honneurs comme entraîneur de rugby à XV: il a entraîné l'équipe de Nouvelle-Zélande et l'équipe d'Otago, les Highlanders.

## Carrière de joueur
En 1967, il a débuté avec la province d'Otago et il a joué 115 matchs inscrivant 967 points ce qui à l'époque était le record de la province. 
Sa valeur attire l'œil des sélectionneurs et il a été retenu dans l'équipe des moins de 23 ans avec la Nouvelle-Zélande, puis il a joué avec les All Blacks dans la série contre les Lions lors de l'été 1971 trois test matchs inscrivant 18 points dont un essai.

## Palmarès
- Nombre de matchs de Provinces : 115

- Nombre de tests avec les Blacks : 4
- Autres matchs avec les Blacks : 11
- Nombre total de matchs avec les Blacks : 15
- Première cape : 10 juillet 1971
- Dernière cape : 5 juin 1976
- Matchs avec les Blacks par année : 3 en 1971, 1 en 1976.
- Nombre de points en tests avec les Blacks : 21 (1 essai, 3 transformations, 4 pénalités)
- autres matchs avec les Blacks : 132
- Nombre total de points en matchs avec les Blacks : 153

## Carrière d'entraîneur
Il a réussi sa reconversion comme entraîneur de rugby, tout d'abord avec Otago puis avec la sélection nationale. Il fut entraîneur en chef de 1992 jusqu'à la coupe du monde de rugby 1995.
Il a été remplacé en 1995 après la défaite des All Blacks contre les Springboks en finale de la coupe du monde de rugby 1995.
En 2003 il a fini de s'occuper des Hihglanders. Il a également entraîné des équipes du super 12 sud-africaines.